# 提茲尼特省
29°42′N 9°44′W / 29.700°N 9.733°W
提茲尼特省（阿拉伯语：‎），是摩洛哥的省份，位於該國中北部，由蘇斯-馬塞大區負責管轄，首府設於提茲尼特，面積696平方公里，2014年人口207,367，人口密度每平方公里298人。